# ハーバート・ヘンリー・アスキス
初代オックスフォード＝アスキス伯爵ハーバート・ヘンリー・アスキス（Herbert Henry Asquith [ˈæskwɪθ], 1st Earl of Oxford and Asquith, KG, PC, KC、1852年9月12日 - 1928年2月15日）は、イギリスの政治家、貴族。
ヘンリー・キャンベル＝バナマンの引退後、代わって自由党党首兼首相となった（在職1908年 - 1916年）。さまざまな内政改革を行いつつ、外交では自由帝国主義者として海軍増強に力を入れ、ドイツ帝国との建艦競争を行い、最終的には第一次世界大戦を招いた。
子に映画監督のアンソニー・アスキス、曾孫に女優のヘレナ・ボナム＝カーターがいる。

## 概説
1852年生まれ。幼い頃に父を亡くし、いろいろな家を転々とする半孤児的な少年時代を送る。学業優秀だったため、奨学金を得てオックスフォード大学ベリオール・カレッジに入学。
大学卒業後、弁護士となる。1886年の総選挙に自由党候補として出馬して初当選する。自由党内ではローズベリー伯爵の自由帝国主義派の派閥に属した。1889年にアイルランド国民党党首パーネルの冤罪を晴らしたことで政治家、弁護士として名をあげる。
1892年発足の第4次グラッドストン内閣に内務大臣として入閣。続くローズベリー伯爵内閣でも留任した。1895年から1905年までの自由党野党時代にはジョゼフ・チェンバレンの保護貿易論を批判する運動で活躍し、後に自由党党首となりうる声望を得た。1905年に発足した自由党政権ヘンリー・キャンベル＝バナマン内閣に大蔵大臣として入閣した。
キャンベル＝バナマンの政界引退で1908年に後継の首相に就任した。急進派閣僚デビッド・ロイド・ジョージやウィンストン・チャーチルの補佐を受けて、多くの内政改革を行った。1908年には70歳以上の高齢者に年金を支給する老齢年金法を制定、1910年には富裕層に重い税負担をさせる税制改正を含む「人民予算」を可決させた。1911年には貴族院の拒否権を制限し、庶民院の優越を確立した議会法を制定した。さらに同年、国民保険法を制定して、国民健康保険制度と失業保険制度を定め、福祉国家への第一歩を踏み出した。
このうち人民予算と議会法をめぐっては貴族院と鋭く対立することになり、1910年中に2度解散総選挙が行われる事態を招いた。2回とも自由党は単独で過半数を得ることが出来ず、内閣は労働党とアイルランド国民党の閣外協力を基盤とするようになった。
外交面では自由帝国主義外交を行い、海軍増強に力を入れ、大英帝国の植民地支配を脅かすドイツ帝国と建艦競争を行った。ドイツとの緊張は高まっていき、最終的に1914年の第一次世界大戦を招いた。
1914年8月4日、ドイツ軍が中立国ベルギーへ侵攻したことを理由にドイツに宣戦布告した。しかし戦況が消耗戦の様相を呈してくる中、アスキス内閣は求心力を落としていき、1915年5月には一度総辞職に追い込まれた。この政治危機は保守党と大連立を組んで挙国一致内閣を成立させることで乗り切ったものの、戦況の泥沼化は続き、1916年1月には兵員の枯渇で徴兵制を導入した。同年12月にアスキスの総力戦体制構築を手ぬるいと感じていたロイド・ジョージや保守党の閣僚たちにより首相職から引きずり降ろされ、代わってロイド・ジョージが首相となった。
以降自由党はロイド・ジョージ派とアスキス派に分裂した。一次大戦後も両派の対立は続いたが、自由党そのものが労働党の後塵を拝む第三党に衰退していく危機感の中で、1923年末に両派はアスキスのもとに再統一された。直後に臨んだ1924年1月の総選挙でも自由党はやはり第三党だったが、保守党も労働党も過半数を取ることができなかったため、アスキスの自由党がキャスティング・ボートを握ることになり、第1次ラムゼイ・マクドナルド内閣（初の労働党政権）の成立に大きな貢献を果たすことになった。
1925年にオックスフォード＝アスキス伯爵の爵位を与えられるも、1926年に政界引退し、1928年には死去した。

## 生涯

### 生い立ち
1852年9月12日、ウェスト・ヨークシャーのモーリーで生まれる。
父は羊毛業者のジョゼフ。母はその妻エミリー。兄にウィリアム、妹にエベリンがいる。1860年に父が死んだため、母の実家に身を寄せた。兄とともにリーズ郊外のフルネックにあるモラヴィア兄弟団系の寄宿学校に入学する。
1862年には祖父の死で母が実家を出ることになり、アスキスと兄はロンドンの伯父に引き取られたが、伯父の引っ越しに伴いイズリントンの医者のところへ預けられ、シティ・オブ・ロンドン・スクールに入学した。
古典で優秀な成績を残したため、古典奨学金を獲得でき、オックスフォード大学のベリオール・カレッジに入学できた。大学では常に首席の成績であった。学生クラブ活動にも熱心だった。

### 弁護士
1875年に大学を卒業した後、ロンドンに上京。リンカーン法曹院で学びつつ、オックスフォード大学の先輩である弁護士チャールズ・ボウエンの助手を務めた。ボウエンからコモン・ローについて教えを受けた。
わずか9か月ほどで弁護士として独立開業することに成功するも法曹界の人脈が乏しく、事務所の経営は厳しかった。1876年には医者の娘ヘレン・メランドと結婚している。彼女には幾らか収入の当てがあったので、質素な生活を営むぐらいはできた。彼女との間には3人の男子と1人の女子を儲けている。
1881年に自由党左派が前年に作った「80年クラブ」に入会している。
1883年頃にボウエンの縁で司法長官ヘンリー・ジェームズに注目されるようになってから、弁護士業が軌道に乗るようになった。

### 庶民院議員に当選、最初の野党時代

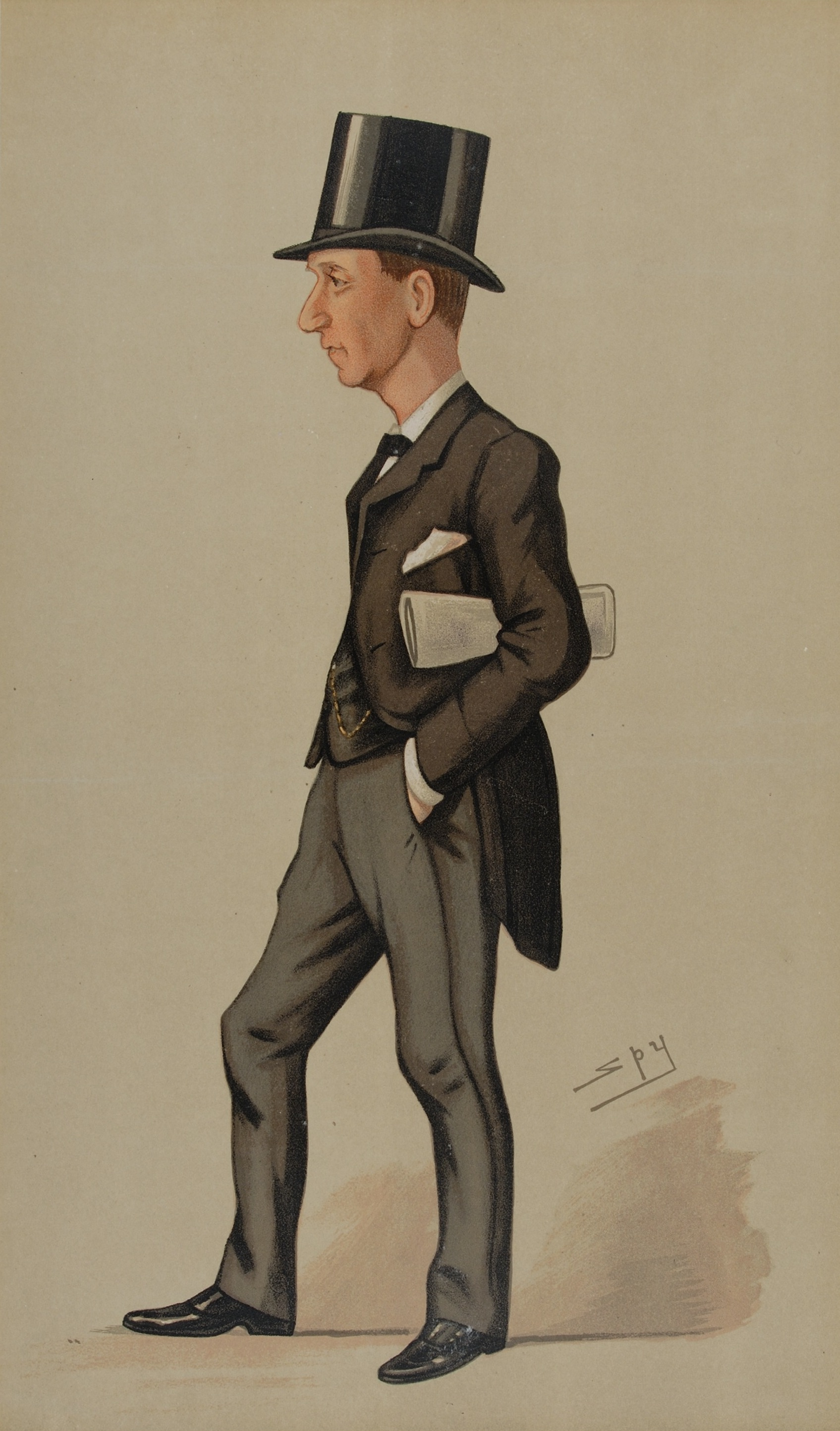
1891年8月1日の『バニティ・フェア』誌のアスキスの戯画。

1885年に発足した自由党政権の第3次ウィリアム・グラッドストン内閣はアイルランド自治法案を議会に提出したが、ジョゼフ・チェンバレンらが自由党を割って反対票を投じた結果、法案は否決された。これを受けてグラッドストンは1886年7月に解散総選挙に打って出た。
この選挙でアスキスはイースト・ファイフ選挙区から自由党候補として出馬した。この選挙区はこれまで出馬していた自由党候補がチェンバレンとともに自由党を離党したため、自由党の候補が空きになっていた選挙区だった。自由党の地盤の選挙区であり、グラッドストン支持を訴えるアスキスが当選を果たした（ただし総選挙全体の結果は自由党の敗北であり、第3次グラッドストン内閣は退陣することになった）。
保守党政権下の1887年3月24日に処女演説を行い、アイルランド担当大臣アーサー・バルフォアが制定したアイルランド強圧法に反対する演説を行った。自由統一党のジョゼフ・チェンバレンはアスキスの処女演説を褒めている。
自由党内ではローズベリー伯爵、エドワード・グレイ、リチャード・ホールデンらとともに「自由帝国主義」派の派閥に属していた。
アスキスが名をあげたのは、1889年にアイルランド国民党党首パーネルがアイルランド担当相フレデリック・キャヴェンディッシュ卿の暗殺に関与したことを示唆する『タイムズ』紙の記事が捏造であることを証明したことだった。アスキスはパーネルから依頼を受けてこの件の調査にあたった。記事を書いた者は追及を苦にして自殺してしまったが、アスキスは諦めることなく、『タイムズ』紙支配人を追及し、とうとう『タイムズ』紙がたいした調査もせずにこの捏造記事を載せたことを証明した。これによりパーネル人気は絶大なものになり、アスキスの知名度も高まったのである。
この件がきっかけとなり、アスキスの弁護士としての仕事も急激に増え、1890年春には勅選弁護士に勅任されるほどイギリス有数の弁護士となっていた。

### 第4次グラッドストン内閣内務大臣

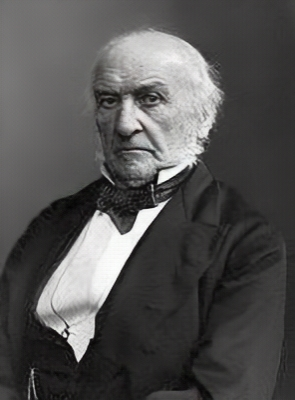
自由党の首相ウィリアム・グラッドストン。

1892年6月の解散総選挙は自由党の辛勝に終わった。アスキスもイースト・ファイフ選挙区で再選を果たす。
保守党の首相ソールズベリー侯爵は総選挙の敗北にもかかわらず、なかなか辞職しようとしなかったため、自由党党首グラッドストンは内閣不信任案を提出することを決定し、その動議をアスキスに任せた。アスキスは8月8日に内閣不信任案を提出し、雄弁な演説を行った。アスキス提出の内閣不信任案は3日にして可決されている。
こうして第4次グラッドストン内閣が発足する運びとなった。グラッドストンはアスキスの働きを評価し、彼を内務大臣に抜擢した。グラッドストンは政務次官を経ていない者をいきなり閣内大臣に任命するような抜擢人事を嫌う人だったので、極めて異例の抜擢だったといえる。
新内務大臣アスキスは8月28日にヴィクトリア女王から陪食を許されたが、女王はその日の日記の中でアスキスについて「気持ちよく素直にして分別がある人物と見える」と書いている。
内相就任早々にトラファルガー広場で予定されていた左翼集会を許可するか否かの問題にぶつかった。前保守党政権はこの集会を禁止する方針だったが、アスキスはこの方針を変更し、土曜日の午後、日曜日、銀行休業日の日中であり、かつ事前に日時と行進ルートを警視庁に申し出ておけば自由にデモをしてよいという方針を定めた。この方針は現在のイギリスにも受け継がれている。
また工場法改正に着手し、検査制度の強化、女性の検査官就任を認める改正を主導した。
1893年初頭にはアイルランド国民党パーネル派がアイルランド独立運動家の爆破テロリストたちを釈放するよう内務大臣アスキスに要請してきたが、アスキスは「政治犯と個人犯罪の間に差別は認められない」としてその要求を拒否した。自由党内では友党アイルランド国民党に対して遠慮する者が多かったが、アスキスの法の執行者としての毅然たる態度はそうした政治的配慮で揺らぐことはなかった。
1893年秋にはフェザーストーンで労使対立が深刻化し、暴動が発生したが、アスキスは現地警察の要請に応じて、その鎮圧のために軍隊を投入するのに主導的役割を果たした。このアスキスの対応には批判もあったが、アスキスは「現地のことは現地警察が一番よく分かっているはずであり、それより情報が少ない内務大臣が現地警察の要請を無碍に断るべきではない」と反論した。

### ローズベリー伯爵内閣内務大臣

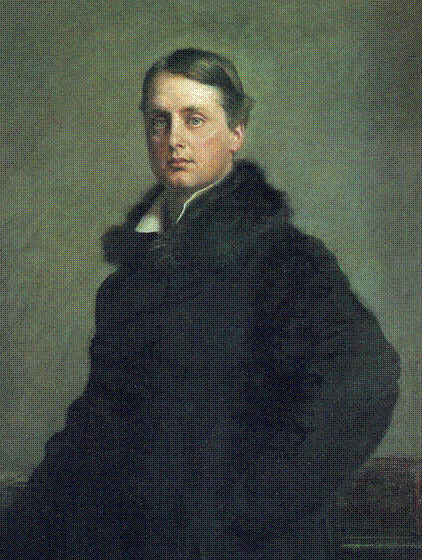
自由党の首相ローズベリー伯爵。党内ではアスキスの属する自由帝国主義派の領袖だった。

1894年3月にグラッドストンが引退し、ヴィクトリア女王の独断の叡慮によりローズベリー伯爵が後任として大命降下を受けた。
ローズベリー伯爵の内閣でもアスキスは引き続き内務大臣に留任した。またこの頃、死別した妻に代わって資産家サー・チャールズ・テナント准男爵の娘マーゴット・テナントと再婚した。彼女は大変な才女で社交界の花であり、自由党のみならず保守党の政治家たちからも評判が良かった。
ローズベリー伯爵内閣は首相・貴族院院内総務であるローズベリー伯爵と大蔵大臣・庶民院院内総務であるウィリアム・バーノン・ハーコートの内紛が激しい内閣だった。アスキスはローズベリー伯爵派だったが、なるべくこの対立に巻き込まれないようにしようと内務大臣の職務に集中した。
1895年にはウェールズ教会を国教会から解放する法案に取り組んだが、野党保守党からの反発は根強く、デビッド・ロイド・ジョージらウェールズ出身の自由党議員も法案の不十分さを指摘して反対した。
アスキスがその説得にあたっている間、戦争大臣ヘンリー・キャンベル＝バナマンは陸軍予算に関する法案に敗れ、陸軍大臣職を辞職した。首相ローズベリー伯爵はこれを機に総辞職することを決定した。ここで辞職しなくてもその後アスキスが取り組んでいるウェールズ教会問題で敗北を喫する可能性が高かったのでその前に早々に総辞職した形だった。
アスキスはウェールズ教会法案敗北に直面するのを回避できてこの総辞職に内心安堵していたという。一方でロイド・ジョージらウェールズ出身者に不満を持つようにもなったという。

### 二度目の野党期

#### ローズベリー伯爵派として
ローズベリー伯爵内閣総辞職後、1905年まで保守党と自由統一党の合同政党の統一党の政権が続き、アスキスら自由党は野党として過ごした。自由党は引き続きローズベリー伯爵が党首、ハーコートが自由党庶民院院内総務を務めていた。
1895年末から1896年初頭にかけて南アフリカ・トランスヴァール共和国でセシル・ローズの部下たちが侵入するも失敗して捕虜になるというジェームソン侵入事件が発生した。この事件以降統一党政権は植民地大臣ジョゼフ・チェンバレンのもと、トランスヴァールへの野心を本格化させ、反トランスヴァール世論を煽るようになった。こうした情勢の中で自由党内は党首ローズベリー伯爵やアスキスら「自由帝国主義派」とキャンベル＝バナマンやハーコートら「小英国主義派」の内紛が深まっていった。
1896年10月にはローズベリー伯爵が自由党党首職から退いた。この際の辞任演説の中でローズベリー伯爵は「私の目に狂いがなければ、情理を備えたアスキス氏が将来国家を指導する地位につくことになろう」と予言した。
後任の自由党党首はアスキスかキャンベル・バナマンのどちらかだろうという下馬評だったが、アスキスの方が16歳若年であったし、また金持ちのキャンベル＝バナマンと違い、アスキスはいまだ弁護士をして生計を立てなければならない身だったため、アスキス自ら辞退し、キャンベル＝バナマンが自由党党首を引き受けることになった。

#### ボーア戦争をめぐって
1899年にイギリスとトランスヴァールが開戦して第二次ボーア戦争が勃発した。この戦争の勃発で自由党議員は主に3つの立場に別れた。政府の戦争遂行を支持するローズベリー伯爵やアスキスら「自由帝国主義派」、反戦を訴えるデビッド・ロイド・ジョージら「親ボーア派」、「今度の戦争は避けられた戦争だが、戦争が始まった以上政府を支持する。ただし早期に講和約を結ぶべし」とする党首キャンベル＝バナマンら「中立派」である。1900年7月25日に行われたボーア戦争の是非の採決では自由党のその分裂状態が露わとなり、31名の自由党議員が戦争に反対、40名の自由党議員が戦争に賛成、36名の自由党議員が投票を棄権している。
トランスヴァール共和国首都プレトリアが占領された後の1900年10月に行われた解散総選挙では自由党とアイルランド国民党は与党に134議席の大差を付けられた。
この敗北により当分野党生活が続くことが確定した自由党はさらに結束が乱れ、党内対立が激化した。1901年にキャンベル＝バナマンがイギリス軍による焦土作戦を批判して世論の反発を買うとローズベリー伯爵やアスキスも激しいキャンベル＝バナマン批判を展開した。1902年初頭にはローズベリー伯爵がアスキスやグレイら自由帝国主義派を糾合して「自由連盟(Liberal League)」を結成した。この組織は自由党内に自由帝国主義を広げることを目的としていた。これによって自由党は一時は分裂寸前の状態にまで陥ったが、ボーア戦争が終結に向かう中で党の対立も収束に向かっていった。アスキスの立場も調停役に転じていった。

#### バルフォア教育法への反対
1902年に国家的中等教育の確立を目指した「バルフォア教育法」が制定された。しかし同法は非国教徒が地盤とする学務委員会を廃止して教育委員会を新設し、さらに国教徒やカトリック系の学校にはそのままの運営を認めて、税金まで投入する内容だったため、非国教徒が強く反対した。
非国教徒は自由党支持層の中核であった。そのため非国教徒のバルフォア教育法への反対運動は分裂状態の自由党を統一させる効果があった。
アスキスもバルフォア教育法に強く反対し、「この教育制度は現在の教育制度を根底から覆し、革命を企図するものだ」と批判した。

#### チェンバレンの保護貿易論への反対

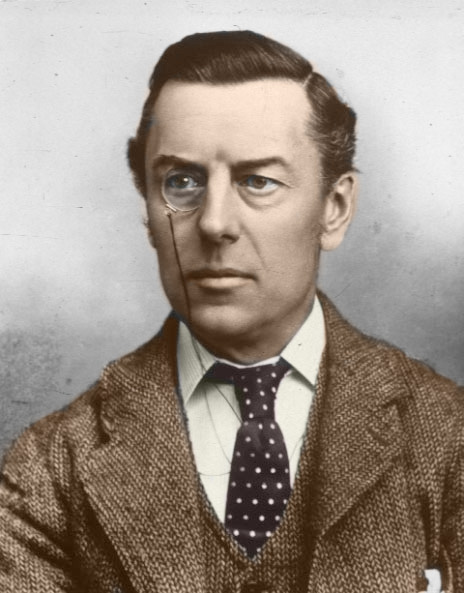
統一党政権で植民地大臣を務めていたジョゼフ・チェンバレン

ボーア戦争後の財政赤字の中で、植民地大臣ジョゼフ・チェンバレンは大英帝国内自由貿易を推進しつつ、帝国外に対しては関税を再導入する「関税改革」を行うべきと主張するようになった。しかし自由貿易主義者の閣僚から強い反対を受け、閣内では支持を得られそうにないと判断したチェンバレンは、1903年9月に閣僚職を辞した。その後、演説で保護貿易の世論を喚起することを狙って工業都市各地の遊説を開始した。
自由貿易主義の政党である自由党はチェンバレンの保護貿易主義に強く反発し、アスキスもチェンバレンが演説した場所を追跡して遊説し、チェンバレンの保護貿易論を徹底的に批判した。アスキスは「チェンバレンは第一に国内貿易を完全に無視しており、第二にイギリスの輸出額をもって貿易額を推定し、貿易外勘定を入れていない」と主張した。
この一連のアスキスの遊説は国民の支持を集めた。一般の国民はパンの値上がりを警戒して保護貿易主義を嫌っていたためである。アスキスが後に自由党党首となりえた声望はこの遊説によって獲得されたと言われる。
1905年11月に開催された保守党立憲協会全国連盟のニューカッスル大会ではチェンバレン派が主導権を握って保護貿易主義の決議を採択させたことでバルフォア首相とチェンバレンの関係は緊張し、保守統一党政権は分裂の一歩手前にまで陥った。
一方、自由党も党首キャンベル＝バナマンが1905年11月23日のスターリングでの演説においてアイルランド自治法案に前向きな発言をしたことをローズベリー伯爵が批判していた。これを見た首相バルフォアは今辞職すれば政治の焦点を関税問題からアイルランド問題に移し、自由党を分裂させられると踏んで1905年12月4日に内閣総辞職した。
しかしチェンバレンとの対決姿勢を明確にしないローズベリー伯爵は、アスキスら自由帝国主義派からも離反されつつあり、自由帝国主義派と急進派は自由貿易を共通点にして結びつきを強めていた。そのためローズベリー伯爵に続く者はなく、自由党が分裂することはなかった。

### キャンベル＝バナマン内閣大蔵大臣

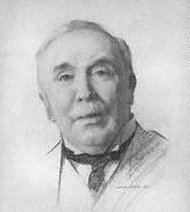
自由党の首相ヘンリー・キャンベル＝バナマン。小英国主義者であった。

1905年12月4日のバルフォアの辞職で自由党政権が発足する見通しとなると、アスキスは自分が首相の座を就こうと、キャンベル＝バナマンに貴族院議員になることを勧めたが、彼はこれを撥ね退けている。
キャンベル＝バナマンは自分が首相に就任する野心は捨てなかったものの、自由帝国主義派にも重要閣僚ポストを与えることで党内一致を図ろうとした。アスキスには大蔵大臣、ホールデンには戦争大臣、グレイには外務大臣の地位をそれぞれ提示した。アスキスも党内融和を重んじていたので、ホールデンとグレイを説得して3人そろってキャンベル＝バナマン内閣に入閣することにした。
首相としてのキャンベル＝バナマンは「邪悪な帝国主義に反対するが、常識に基づく帝国主義には賛成する」という折衷的立場をとり、実際には「大英帝国本国民が帝国を支配するための資質を育成する」と称して帝国の拡大よりも社会改良政策に力を入れた。このキャンベル＝バナマンの方針によりアスキス、グレイ、ホールデンら自由帝国主義派とロイド・ジョージら急進派をともに内閣に取り込み続けることができたのである。
1906年の解散総選挙では、チェンバレンの保護貿易論の是非、膨大な数の中国人労働者が清から英領南アフリカに輸出されてくることへの是非が主な争点となった。自由党はその両方に反対して選挙戦を有利に展開し、377議席を獲得するという地すべり的大勝利を得た。

### 首相として

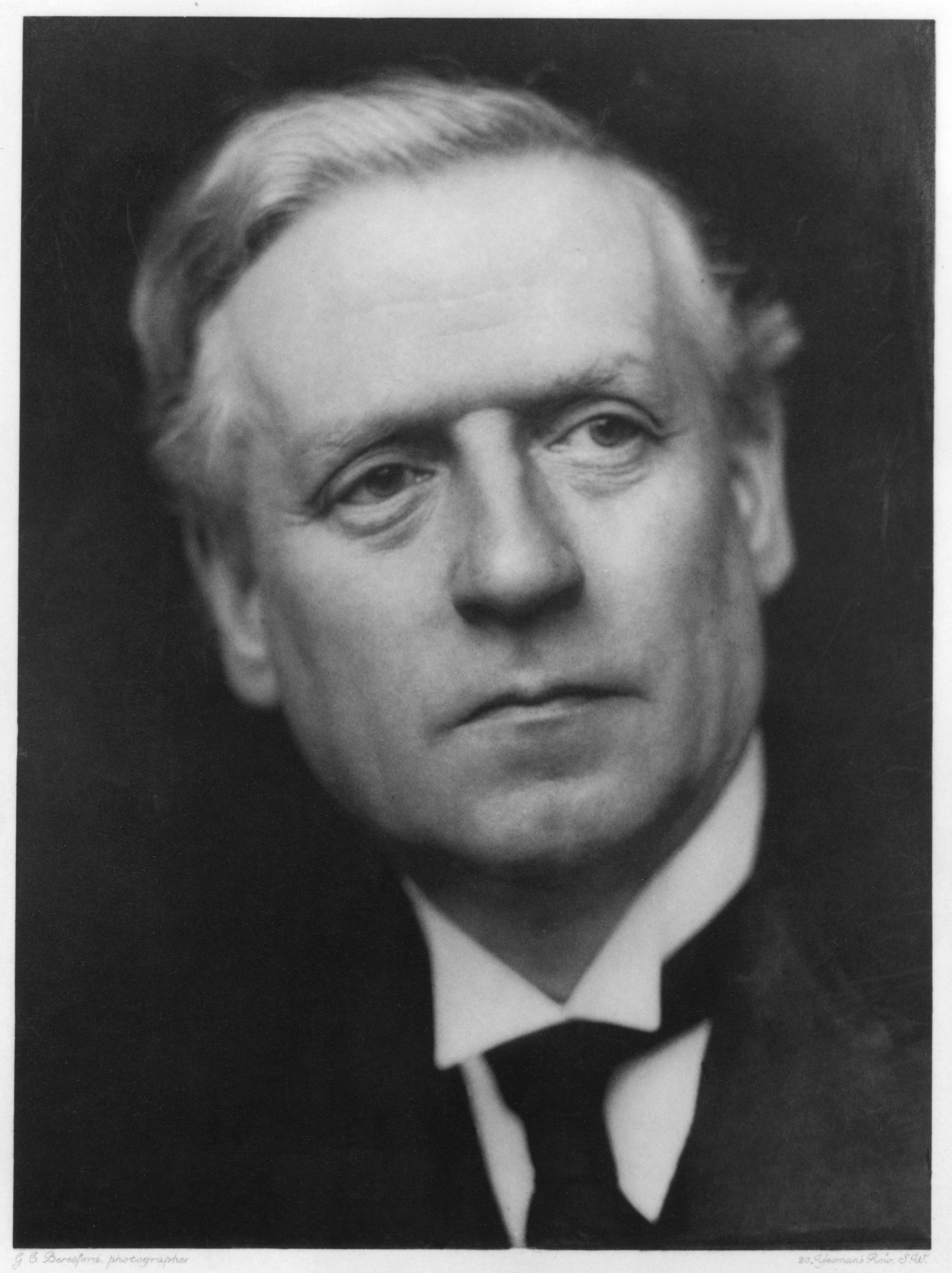
1908年のアスキス首相

1908年2月に心臓発作を起こしたキャンベル＝バナマンは、医者の勧めに従って同年4月1日に首相職を辞した。大蔵大臣にして、庶民院で庶民院院内総務キャンベル＝バナマンの代理を務めるアスキスが首相となることに党内からの異論はほとんどなかった。4月8日に国王エドワード7世は滞在中のフランス・ビアリッツにおいて55歳のアスキスに大命降下した。
この任命式が終わるとアスキスはすぐにイギリスに帰国し、組閣を開始した。こうして成立した第1次アスキス内閣にはデビッド・ロイド・ジョージが大蔵大臣、ウィンストン・チャーチルが商務庁長官として入閣していた。この二人の入閣で改革機運は高まった。
この頃のイギリスは厳しい状況に置かれていた。1907年後半から不況となっており、失業率は1907年に3.7%だったのが、翌1908年には7.8%と倍増した。こうした中で労働党の「労働権」確立を求める運動が盛り上がり、他方保守党の関税改革派も「関税が国民の仕事を守る」と主張して再攻勢をかけてきていた。
自由党としては伝統的支持層である中産階級の支持を失わずに労働者階級に支持を拡大させて立て直しを図りたいところであり、それが本来自由放任主義の立場である自由党が社会政策を実施する背景となった。

#### 老齢年金法
就任間もない1908年5月にアスキスは急進派や労働党が求めていた無拠出の老齢年金制度を定めると宣言した。老齢年金制度はドイツで1893年以来運用されていた制度であった。
大蔵大臣ロイド・ジョージが老齢年金法案を議会に提出した。この法案は野党統一党から財源の裏付けがないと批判されたが、ロイド・ジョージは軍事費を削減したので拠出が可能と反論し、財源不安を払拭した。
またアスキスや野党統一党にとってこの法案は、労働党や「救貧法及び貧困の救済に関する王立委員会」が主張する救貧法廃止と「労働権」の確立の論議が労働者層の支持を集める前に「先手」を打つという保守的な意味があった。
そのような背景もあって、最終的に老齢年金法案は1908年7月に野党統一党の支持も得て可決されている。
この老齢年金法によって70歳以上の高齢者には年金が支給されるようになった。

#### 職業紹介所設置法
さらに1909年には商務大臣チャーチルの主導で職業紹介所設置法が可決成立した。
これにより、これまで地方公共団体が設置運営していた職業紹介所は中央政府が直接に設置運営することになり、職業紹介所をイギリス全国に大幅に増やすことが可能となった。この法律は失業にあえいでいた当時のイギリス国民からは歓迎され、アスキス内閣の基盤の強化に資した。
だが、この法律も隠された保守的な意図があった。職業紹介所の設置で労働の市場化を押し進め、資本家が「最適の労働者」を見つけやすくしたのである。労働組合もこれを予見しており、「労働組合の規定で定める賃金以下で労働者がかき集められる危険性がある」としてこの法律に反対した。労働党も「失業保険制度もない、失業対策事業もしない、労働者の再教育もしない、ただ職業紹介所を置くだけというこの法律では、労働権が確立したなどとは到底言えない」と批判した。
結果、労働党の労働権確立を求める運動は弱まるどころかますます強まったのであった。

#### ドイツとの建艦競争
イギリスの国際的地位は1870年代以降、後発資本主義国の発展に押されて下がり続けていた。後発資本主義国の中でもとりわけイギリスに急追していたのがドイツ帝国だった。ドイツ資本主義の急速な発展を背景にして、ドイツ皇帝ヴィルヘルム2世は1890年代後半から「世界政策（Weltpolitik）」を掲げて海軍力を増強して帝国主義外交に乗り出し、世界中でイギリス資本主義を脅かすようになった。
これに対抗したイギリスの海軍増強は統一党政権時代から進められており、1905年12月に成立した自由党政権キャンベル＝バナマン内閣もはじめこの海軍増強路線を継承しようとしたが、社会保障の財源確保のため、統一党政権時代に立てられた海軍増強計画を縮小し、海軍の小増強（大型軍艦3艦建艦）を目指した。
しかし1908年2月にドイツ帝国議会が可決させた海軍法修正法により、ドイツ海軍は毎年弩級戦艦を3艦、巡洋艦を1艦ずつ建艦していき、1917年までに弩級戦艦と大型巡洋艦を計58艦保有することを目標とした。これを受けてイギリスでも野党統一党やイギリス海軍軍部を中心として海軍増強が叫ばれるようになった。
こうした中の1908年4月に発足したアスキス内閣は、組閣後直ちに自由帝国主義派と急進派の閣僚で意見対立が起こった。海軍大臣レジナルド・マッケナや外務大臣グレイら自由帝国主義閣僚は最低でも弩級戦艦4艦、情勢次第では最大6艦の建艦を主張した。対して大蔵大臣ロイド・ジョージや商務庁長官チャーチルら急進派閣僚はドイツの脅威を否定し、海軍増強より老齢年金など急進派政策の財源確保を優先させるべきと主張した。しかしグレイ外相が海軍増強が受け入れられないなら辞職すると脅迫したことで、最終的には急進派閣僚が折れることになり、ロイド・ジョージもチャーチルも1909年から1910年の間に4艦の弩級戦艦を建艦することを認め、対立は一時収束した。
しかし1909年1月から2月の閣議でマッケナ海軍大臣ら自由帝国主義派閣僚が6艦の建艦を要求し、4艦の建艦に固執するロイド・ジョージやチャーチルら急進派閣僚と再び対立を深めた。アスキスは自由帝国主義派を支持しており、この頃妻に「ロイド・ジョージとウィンストンは共謀して自由党系新聞を味方に付けている。陰険にも辞職をちらつかせて私を脅迫している。私は彼らをただちに放逐したいと思う時がある」と漏らしている。
結局アスキスは1909年2月24日の閣議で自由帝国主義派が主張する6艦案と急進派の4艦案の折衷案として、まず1909年の財政年度に4艦、情勢次第で1910年にはさらに4艦の弩級戦艦を建艦するという計画を示した。これにより自由帝国主義派と急進派の両方に一定の満足を与えて閣内対立をひとまず収束させることができた。
しかし野党統一党はまったく不十分な建艦計画であると批判していた。統一党党首バルフォアは「もっと急速に建艦しないと弩級戦艦の保有数は1912年にはドイツの方が多くなるであろう」と主張した。1909年3月のクロイドン選挙区の補欠選挙では統一党候補が「We want eight and we won't wait（我々は8艦を求める。我々には待っている余裕はない）」というダジャレのスローガンを掲げて選挙戦を戦い、自由党候補に大差をつけて勝利した。これにより海軍増強の機運が更に高まった。
アスキスはこの統一党の急速な海軍増強路線にも警戒感を持っており、海軍拡張主義にこれ以上妥協はしないという姿勢を露骨に示すことで統一党を内閣不信任案提出に誘導し、これを庶民院で否決させることで海軍増強主義に一定の歯止めをかけた。

#### 「人民予算」をめぐる貴族院との衝突

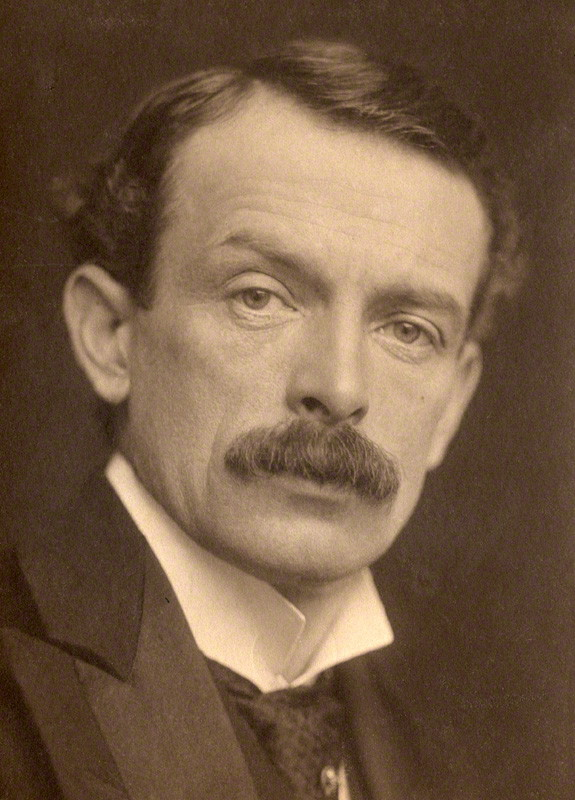
1908年の大蔵大臣ロイド・ジョージ。

大蔵大臣ロイド・ジョージは1909年4月に「貧困と悲惨を根絶するための戦争の戦費」と称して「人民予算」を議会に提出した。この予算はドイツとの建艦競争や老齢年金などの社会保障費によって財政支出が膨大になったため、財政の均衡を図るために提出されたものだった。
人民予算には所得税率の引き上げ、相続税の引き上げと累進課税性の強化、そして土地課税制度導入が盛り込まれていた。
この予算はイギリス政界や世論を二分した。チャーチルらは人民予算を支持して「予算賛成同盟（Budget League）」を結成、対して統一党のウォルター・ロングらは「予算反対同盟」を結成してこれに対抗し、両組織とも激しい大衆取り込み・動員を行った。庶民院や国民からの支持は「予算賛成同盟」の方が強かったので、人民予算は庶民院を通過したが、貴族院からは「社会主義予算」「アカの予算」と徹底的な攻撃を受けた。とりわけ土地課税は地主貴族たちを刺激し、「土地の国有化を狙うもの」という批判が噴出した。結局貴族院は11月30日に人民予算を圧倒的大差でもって否決した。
これを受けてアスキスは「国民から人民予算の承認を得る」として12月3日に議会を解散し、総選挙に打って出た。
選挙戦では自由党は貴族院の権限縮小、人民予算擁護、関税反対、社会改良実施、ウェールズ国教会廃止、アイルランド自治法案提出を公約に掲げて戦った。対する統一党は貴族院権限縮小反対、人民予算反対、海軍拡張をスローガンに掲げた。国民のムードとしては人民予算については自由党支持派が多かったが、海軍拡張では統一党を支持する者が多かった。
そのため1910年1月に行われた解散総選挙は接戦となり、自由党は275議席、統一党は273議席、アイルランド国民党は82議席、労働党は40議席を獲得した。大勝した前回選挙と比べると自由党は104議席を喪失した。
とはいえ自由党はアイルランド自治法案提出を公約に掲げていたのでアイルランド国民党から人民予算支持を取り付けることができた。また労働党も人民予算を支持する立場を表明した。そのため人民予算は1910年4月20日に再び議会に提出され、庶民院を可決し、貴族院も無投票で通過し、4月28日に国王エドワード7世の裁可を得て成立した。
ただこの選挙によって国民が海軍増強を求めていることも明白となった。これによりアスキス内閣は改めて海軍増強路線に舵を切り、またロイド・ジョージら急進派閣僚も自由帝国主義化を強めていくことになる。

#### 議会法

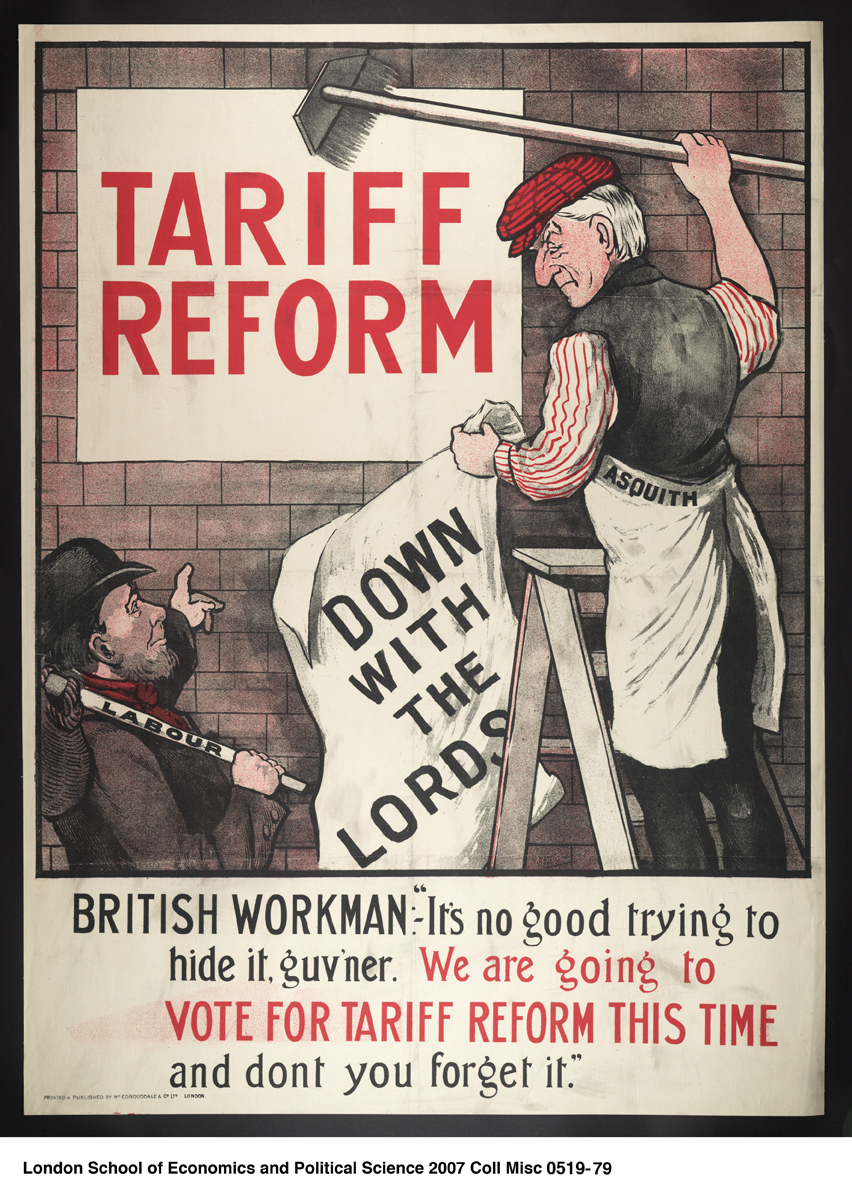
1910年12月の解散総選挙で国民の注目を集める「関税改革」を無理やり「貴族打倒」に貼りかえるアスキスの風刺画。

アイルランド国民党はアイルランド自治法案の妨げになっている貴族院の拒否権を縮小する法案を人民予算より優先して可決させてほしいと自由党に要請していた。庶民院のキャスティング・ボートはアイルランド国民党が握っているからこの要請に応じなければ自由党が政権を維持できないのは自明だった。
アスキスは早急に貴族院改革に乗り出す必要に迫られ、1910年4月14日に「議会法案」を議会に提出した。これは財政法案に関する貴族院の拒否権を廃止し、また財政法案以外の法案についても貴族院が反対したとしても庶民院が3回可決させた場合は法律となるという内容だった。
議会法をめぐる審議の中の5月6日に国王エドワード7世が崩御し、ジョージ5世が国王に即位した。政界や世論には「新王をいきなり政治的危機に晒してはいけない」という空気が強まり、これがきっかけで一時的に自由党と統一党の対立関係が緩み、自由党、統一党双方の代表者4人からなる「8人会議」が創設され、さらに6月から11月にかけて「憲法会議」と呼ばれる会合が開かれ、貴族院改革についての話し合いが行われるようになった。
だが結局これらの会議で自由党と統一党の妥協はならなかった。アスキスは国王ジョージ5世から「貴族院改革を問う解散総選挙を行って政府が勝利した暁には国王は大権を行使して貴族院改革に賛成する新貴族院議員を任命する」との確約を得たのち、1910年11月16日に議会を解散した。
この年二度目の総選挙だった。選挙戦で自由党は「貴族が統治するか、国民が統治するか」をスローガンにして貴族院改革を公約に掲げた。対する統一党は関税改革を訴えて戦った（この頃には関税改革に興味や理解を示す国民も増えつつあった）。総選挙の結果は自由党272議席、統一党272議席、アイルランド国民党84議席、労働党42議席と前回総選挙とほとんど変わらなかった。得票率で見ると自由党は統一党に敗れていた。
しかしアスキスは1911年2月21日の新議会で自党と友党アイルランド国民党があわせて過半数を制したので貴族院改革の国民のコンセンサスは得たと力説し、議会法を再度議会に提出した。法案は5月15日に庶民院を通過したが、貴族院は断固反対の姿勢を示した。これを見たアスキスは、もし貴族院がこの法案を通過させないなら国王大権によって貴族院改革に賛成する新貴族院議員を任命する方針とそれについて国王の承諾を得ている旨を7月20日にバルフォアら統一党執行部に付きつけた。
これを受けてバルフォアら統一党執行部の面々は議会法阻止をあきらめた。しかし貴族院議員の中にはそれでもなお頑強に抵抗しようという者も少なくなく、予断を許さない状況だったが、最終的には8月10日の貴族院の採決で賛成131、反対114で法案は可決され、ついに議会法が成立した。

#### 国民保険法
議会法可決後、ロイド・ジョージの主導で国民保険法が制定された。
この法律は2部構成になっており、第1部は疾病に備えた健康保険制度を定めており、賃金労働者の多くを加入対象としていた（中産階級は民間保険の者が多い）。負担割合は被保険者が週4ペンス（女性は3ペンス）、雇用主が週3ペンス、国家が週2ペンスとなっている。その金額を収めれば、疾病の場合には男性被保険者には週10シリング、女性被保険者には週7シリング6ペンスが友愛組合や労働組合から支払われる。ロイド・ジョージは「この法律で賃金労働者は4ペンス払って9ペンスもらえる」と称したが、労働者にとって週4ペンスというのは決して安い額ではなかった。
この健康保険制度はドイツ帝国宰相ビスマルクが制定したドイツ社会保険制度をモデルとした物であった。ただドイツの社会保険制度と比べるとドイツのものは国家主導なのに対して、イギリスのものは国家と民間団体の協力の上に成り立っている印象がある。これは権威主義と自由主義のお国柄と考えられている。
第2部は建設や造船関係の業種の労働者を対象とした失業保険制度を定めていた。被保険者と雇用主が週2と2分の1ペンスを負担し、国が1と3分の1ペンスを負担した。
国民保険法は福祉国家への第一歩を踏み出した法律であるが、その内容ははなはだ不十分であった。国民保険の本格的整備は第二次世界大戦後を待つことになる。

#### ドイツとの戦争準備
1911年7月にフランスが植民地化を推し進めているモロッコのアガディール港にドイツ軍艦が派遣されるという第二次モロッコ事件が勃発し、独仏戦争の危機が発生した。アスキス内閣のグレイ外相はドイツがこの港を獲得したら英国本国と英領南アフリカや南米との通商海路が危険に晒されるとしてドイツの行動に断固反対の立場をとった。アスキスもこの事件を機に自由帝国主義体制の確立と対独戦争準備を一層急がせるようになった。
この頃イギリスは、海軍の貯蔵庫や火薬庫の警備の強化したり、英仏参謀本部間でイギリス軍4〜6個師団を大陸に上陸させる計画を立案したり、日本との同盟の10年更新したり、植民地軍との連携を強化するなど戦争体制構築を急ピッチに進めていた。10月23日にはチャーチルを急進派から引き離す意味で、彼を海軍大臣にすえている。
アスキスによるこうした戦争準備はドイツ側にも洩れており、11月4日にドイツはフランスとの間に協定を締結し、モロッコをフランス保護国と認めつつ、フランス領コンゴの一部をドイツに割譲させた。これによってモロッコ事件自体は収束した。
しかし英独の緊張関係は収束するどころか、1912年に入ると一層緊張した。アスキスは建艦競争の緩和を目指して、1912年1月にリチャード・ホールデンを使者としてドイツに派遣し、「イギリス海軍の優位をドイツは認めるべき、ドイツはこれ以上海軍増強を行ってはならない、代わりにイギリスはドイツが植民地拡大するのを邪魔しない」という交渉をもちかけた（ホールデン使節）。だがこのホールデン訪独中にチャーチルが「イギリスにとって海軍は必需品、しかしドイツにとって海軍は贅沢品である。イギリスにとって海軍は不可欠なものだが、ドイツにとっては膨張を意味する」という問題発言を行ったため、ヴィルヘルム2世は心証を悪くし、ホールデンの提案もドイツの海軍力を一方的に封じ込めようというイギリスの陰謀であるとして拒絶された。
ホールデン使節の失敗後、アスキスはドイツとの対決は不可避となったと見て、ドイツ海軍に対抗する英仏両国の海軍連携を深めていった。また戦争に備えた行政機関の整備、陸軍と予備軍の迅速な動員準備、平和のため努力を続けているという民衆向けのポーズに励んだ。

#### アイルランド問題
友党アイルランド国民党の要請を受けて、1912年4月11日にアイルランド自治法案を議会に提出した。アスキスにとっては、この法案はアイルランド問題に片を付けて挙国一致体制を作るという意味もあった。
この頃アイルランドでは内戦が勃発しかねない状態だった。自治法案提出の前年の1911年、北部アイルランド・アルスター地方のプロテスタントによって構成されるアルスター統一党協議会が本国の統一党の支持も得て、「アルスター地方がダブリンに作られる議会に支配されることは拒否する」と声明し、アルスター義勇軍を結成しはじめた。これに対抗してカトリックが大多数の南アイルランドもアイルランド義勇軍を結成し、両軍が睨みあう状態になっていたのである。
アイルランド自治法案の審議中、統一党は議会内でも公然と「内乱を起こす」と言ってアスキス内閣を脅迫していたが、アスキス内閣はアルスター義勇軍や統一党幹部を反逆罪で逮捕することは行わなかった。友党アイルランド国民党も統一党の連中を逮捕してもどうせ証拠不十分で無罪になり、かえって厄介な状況になると考えて、逮捕を求めなかった。結局アイルランド自治法案は1913年7月までに議会に2回提出されるもどちらも統一党が多数を占める貴族院で否決された。
1913年9月にはチャーチルが統一党のボナ―・ローと会談し、続く10月にもアスキス自身がボナ―・ローと会談し、アイルランド自治法案について協議した。これらの会談でボナー・ローはアルスターを除くならばアイルランド自治法案を支持するという妥協案を示した。アスキスはこの妥協案を11月12日の閣議にかけた。ロイド・ジョージは5年から6年ほどアルスターをアイルランド自治の対象から除外し（ただし除外されるか否かの選択権をアルスター各州に委ねる）、その期間経過後にはアイルランド自治の対象とするという提案を行い、これが内閣の方針となった。
しかしこの提案はアイルランド国民党からも統一党からも拒否されてしまった。アスキスは1914年3月にも「アルスターを6年間アイルランド自治の対象から外し、その後アイルランド自治に組み入れる。ただしその選択はアルスター各州の住民投票による」という新妥協案をアイルランド国民党と統一党に提示したが、結局失敗に終わった。
その間にもアルスター義勇軍とアイルランド義勇軍の緊張は高まっていった。1914年3月19日には海軍大臣チャーチルが独断で艦隊をアラン島に出動させてアルスター義勇軍を牽制した。さらにアスキス自らもアイルランド駐留陸軍に命令を出して出動準備をさせようとしたが、陸軍軍人はアルスター義勇軍に共感をもっている者が多く、命令を拒否して将校らが続々と辞表を提出する騒ぎとなった（「カラ事件」）。
アイルランド問題が激化しすぎてシビリアン・コントロールも崩壊しつつある中、アスキスは陸軍の統制を自らが強固に握るため、戦争大臣を兼務した。
1914年5月26日にアイルランド自治法案が庶民院を通過した。3度目の可決となるので、議会法に基づき、貴族院の賛否を問わず同法案は可決されることになった。しかし内乱誘発を恐れたアスキスは、アルスターを6年間自治の対象から除外する修正案も提出した。その修正案について各方面との交渉中に第一次世界大戦が勃発し、ボナー・ローとの交渉の結果、アイルランド自治法案は棚上げすることになったのだった。

#### 第一次世界大戦

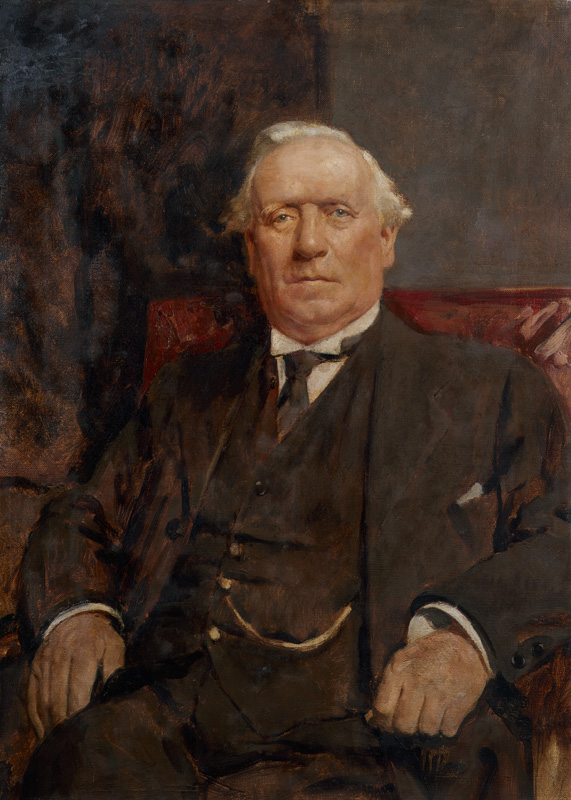
1915年頃のアスキスを描いた肖像画

1914年6月にサラエボでオーストリア＝ハンガリー帝国皇太子がセルビア人に殺害されたことをきっかけとして、7月28日にオーストリアはセルビア王国に宣戦布告した。オーストリアの後ろ盾であるドイツ帝国、またセルビアの後ろ盾であるロシア帝国も参戦し、8月3日にはロシアの同盟国フランスも対ドイツで参戦。8月4日にドイツ軍がベルギーへ侵攻したことを理由としてイギリスもドイツに宣戦布告した。ここにドイツ、オーストリア、（のちにトルコ、ブルガリアも）対ロシア、フランス、イギリスの第一次世界大戦が勃発した。
戦争初期には鉄道が国の管理下に入ったこと以外にはイギリス社会に大きな変化はなかった。アスキスも戦争大臣の職位を職業軍人ホレイショ・キッチナーに譲ったこと以外には特別な戦時内閣を作ろうとはしなかった。この戦争は1914年のうちに終わるだろうというのが一般的な見解だったためである。
だが1915年春になると戦線は膠着状態になり、戦争が長引く可能性が高まった。同年5月には弾薬不足の問題で政府を批判する動議が議会で可決され、また同時期第一海軍卿ジョン・アーバスノット・フィッシャーと海軍大臣チャーチルがガリポリの戦いの失敗をめぐって対立を深め、フィッシャーが辞職する事件があった。これによりアスキス内閣は辞職せざるを得なくなり、戦時に政治的空白が生じるという危険事態となった。
事態を憂慮したアスキスやロイド・ジョージ、統一党党首ボナー・ローらが会見し、大連立の樹立で合意し、1915年5月17日にも大連立内閣の第2次アスキス内閣を組閣した。統一党からはアーサー・バルフォアが海軍大臣、オースティン・チェンバレンがインド担当大臣、ボナー・ローが植民地大臣として入閣した。
なおもガリポリからの撤退に反対するランカスター公領担当大臣チャーチルらを退けて、1915年12月にはガリポリからイギリス軍を無事撤退させた。1916年1月には議会が任期切れしたが、戦時の特別措置で選挙は戦争後まで延期された（地方議会も同様）。
一方アイルランドでは第一次世界大戦開戦以来、アルスター義勇軍とアイルランド義勇軍がともに矛を収めて、政府の戦争遂行に協力するという立場をとっていたが、過激なアイルランド独立派の中には今こそアイルランド独立の好機と見て、ドイツと内通する者が出るようになった。1916年4月にはとうとうダブリンでアイルランド独立派とイギリス軍の市街戦が勃発した。捕らえられたアイルランド独立派のうち、15人が銃殺刑、160人が禁固、1800人がイングランド収監にされた。
1916年5月31日にはユトランド沖海戦があった。イギリスの制海権は守られたものの、イギリス海軍も大きな損害を出し、海軍を誇りにしていたイギリス国民の士気は低下した。陸上戦闘でもヴェルダンの戦い、ソンムの戦いと悲惨な消耗戦が続いていた。9月15日にはアスキスの長男レイモンドもソンムの戦いで戦死している。これは年老いたアスキスにはだいぶ堪えたという。
イギリスでは徴兵制は嫌われており、イギリス政府も開戦から2年間は募兵制度で凌いできたが、激しい消耗戦で兵員は枯渇し、1916年1月には徴兵制の導入を決定せざるを得なくなった。
ロイド・ジョージはアスキスによる総力戦体制構築は手ぬるいと感じていた。統一党内からもその要請は強まっていた。そのため彼は、1916年11月末に自らを議長とする少数の閣僚による戦争指導委員会を設置し、ここに全権を集中させることをアスキス首相に提案した。アスキスは少数閣僚による指導体制の構築には賛成したが、首相である自分が議長になるべきと主張した。しかしロイド・ジョージは辞職をちらつかせてでもこれを拒否し、彼が議長となることにこだわった。ボナー・ローら統一党閣僚たちがロイド・ジョージを支持した結果、アスキスは名目上の首相にされるより辞職することを決意した。
こうしてロイド・ジョージが首相となり、大戦後半戦と戦後処理は彼が指導することとなる。

### 首相退任後

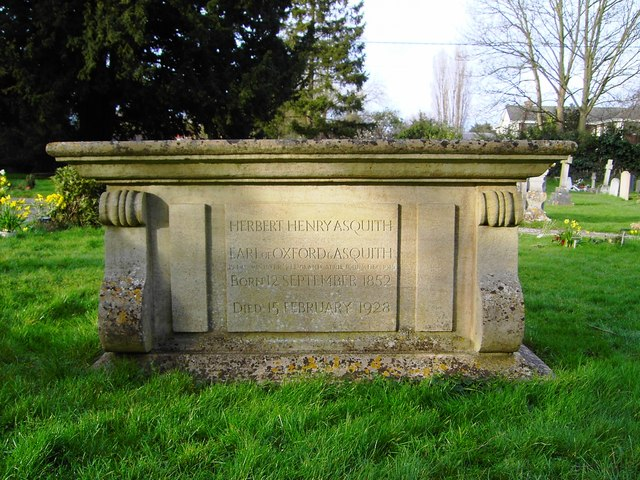
サットン・コートネイのオール・セインツ教会にあるアスキスの墓。

アスキスが首相職を追われた後、自由党はロイド・ジョージ派とアスキス派に分裂した。
終戦が近付くにつれ、ロイド・ジョージ首相は戦後のことを考えねばならなくなった。道は2つあった。アスキスのもとに合流して自由党を一つに戻すか、さもなくば保守党との大連立を維持するかである。だが、すでにロイド・ジョージ派とアスキス派の亀裂は深まり過ぎていたので、彼は大連立維持を選ぶことになった。
そして終戦間もない1918年12月に勝利の余韻を利用して解散総選挙に打って出た。この選挙でロイド・ジョージは、自由党・保守党内の大連立派に公認状を出した。アスキスはこの公認状をクーポンと呼んで批判し、世に「クーポン選挙」と呼ばれた。選挙は大連立派（特に保守党）の圧勝に終わり、アスキス派自由党は29議席にまで激減した。アスキス本人もこの選挙で落選している。だが1920年の補欠選挙で庶民院議員に再選を果たしている。
ロイド・ジョージ政権が保守党の造反で倒閣された後に樹立されたボナー・ロー保守党政権下で行われた1922年の総選挙では保守党が345議席を獲得し、単独政権樹立可能となった。一方労働党は142議席で野党第一党となり、自由党は党の分裂状態が尾を引いてアスキス派が54議席、ロイド・ジョージ派が62議席と、両派を合わせても労働党の議席に及ばなかった。
ここでようやく危機感からアスキス派とロイド・ジョージ派に和解の空気が生まれるも、アスキス派のロイド・ジョージへの個人的恨みは深く、またロイド・ジョージもアスキス派を「古い自由主義にすがって改革できない人々」と軽蔑していたため、両派の再統合は容易ではなかった。1923年末、病で辞職したボナー・ロー首相の後を受けて首相・保守党党首となったボールドウィンが議会を解散、選挙が目前に迫ったことでようやく自由党両派はアスキスのもとで選挙戦を戦うことで合意した。この総選挙で自由党は159議席に回復したものの、労働党が191議席、保守党が258議席を獲得し、自由党の第三党状態はすっかり定着してしまった。
だが保守党ももはや単独政権を維持できない状況の中、キャスティング・ボートを握ったのは自由党だった。この中でアスキスは保守党とは組まず、労働党に協力して労働党政権を誕生させるという賭けに出た。このアスキスの決断によって1924年1月に史上初の労働党政権、第1次ラムゼイ・マクドナルド内閣が発足する運びとなった（ちなみにチャーチルは反社会主義の信条からこれに反発して自由党を離党している）。もっとも同政権は同年の解散総選挙に敗れてすぐに退陣し、アスキスもこの選挙で再度落選した。
1925年にオックスフォード＝アスキス伯爵の爵位を与えられた。1926年末に政界を引退すると宣言して自由党党首職を退いた。ロイド・ジョージが代わって自由党党首となったが、彼に対する旧アスキス派の反発は強く、党内対立が再燃していった。
アスキスは1928年2月15日に死去している。爵位と家督は戦死した長男レイモンドの子ジュリアンが継承した。

## 人物・評価

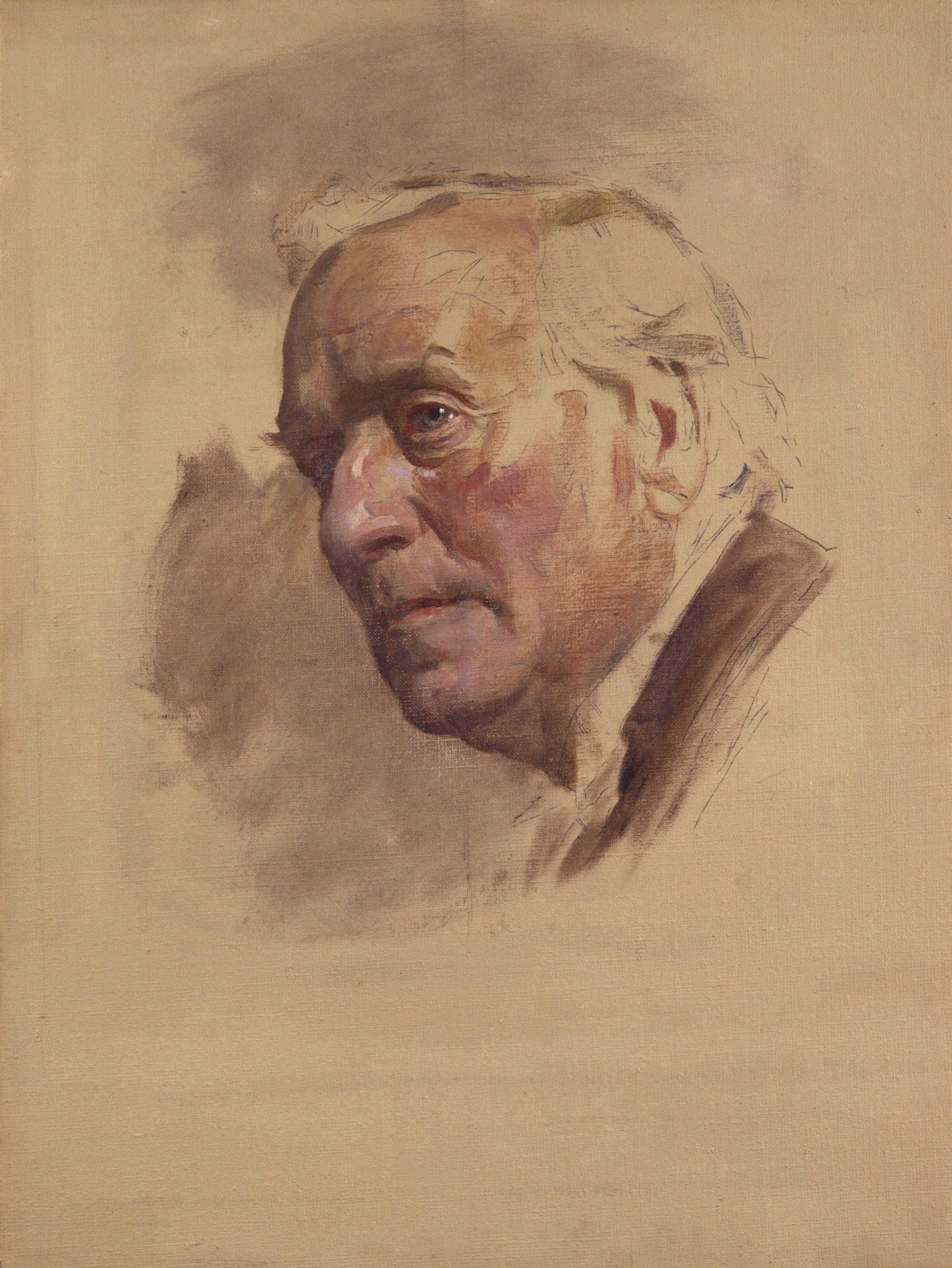
アスキスの肖像画（サー・ジェイムズ・ガスリー画）

アスキス内閣外相エドワード・グレイは「アスキスは自分の保身や名誉に心を配る事はなかった。順境の時は同僚に花を持たせてやり、逆境の時は自らが前面に立ってその責任を代わりに負う人だった。彼の内閣では事件を起こした閣僚は全面的に首相の後援を期待できた」と評している。1912年に発生した政治汚職事件「マルコニ事件」はその典型であり、ロイド・ジョージがこの事件で政治生命を失いかけていた際にはアスキスが彼を救ったのだった。ただアスキスは株取引は嫌いであり、内心ではロイド・ジョージを批判的に見ていたという。
統一党のオースティン・チェンバレンは、1916年にロイド・ジョージを支持してアスキスを失脚に追いやった者の一人だが、オースティンがアスキスに手紙を送っても、アスキスは恨み事を返すことなく、むしろオースティンの功績の称賛と感謝、また彼の一層の国への忠勤を願う返信を送った。オースティンはこの返信に非常に感心し、回顧録の中で「このような人物だからこそ、幾多の俊才がこの人の下に甘んじて仕えたのだ」と絶賛した。
アスキスに敵対したロイド・ジョージも回顧録の中で「私は彼の明瞭で論理的な言論に驚嘆してきた。言葉を自由に操り、鉄槌のように下す。同僚として知り合い、また閣僚として仕えるにいたって、ますますその巨大さを感じた。彼の偉大にして秩序ある知力は機械のように正確であった」と評している。
一方批判的な人物評もある。アスキスは「wait and see（静観しよう）」という言葉をよく使用したが、ロイド・ジョージはこれについて「首相のwait and seeは戦時には通用しない。平時には静観することで良い結果が出る時もあるが、戦時の場合は惨敗につながる危険の方が高い。」と批判している。
またオースティン・チェンバレンも「アスキスは推進力として欠けている。議長が決定を下すよう努力をしなければ、戦時内閣だろうが軍事委員会だろうが、ただの座談会で終わってしまうというのに。アスキスは自分の使命を理解していないらしく、他人を待っているばかりだ。このやり方で彼が摩擦を避けてきたことも事実だが、一言も発しないことが多すぎる」と批判している。
アスキス内閣商務庁長官（のち海軍大臣、ランカスター公領担当大臣）ウィンストン・チャーチルは「アスキスの頭脳は機械のように正確だが、世界や自然、人間は機械のようには動かない。現代の政治家の判断には柔軟性がいるが、アスキスはそれが下手だった。成り行きに任せるしかないという段になるとアスキスはいかにも情けない顔をして残念そうだった」と回顧している。

## 爵位
- 1925年、初代オックスフォード＝アスキス伯爵（連合王国貴族爵位）[160]
- 1925年、初代アスキス子爵（連合王国貴族爵位）[160]

## 家族

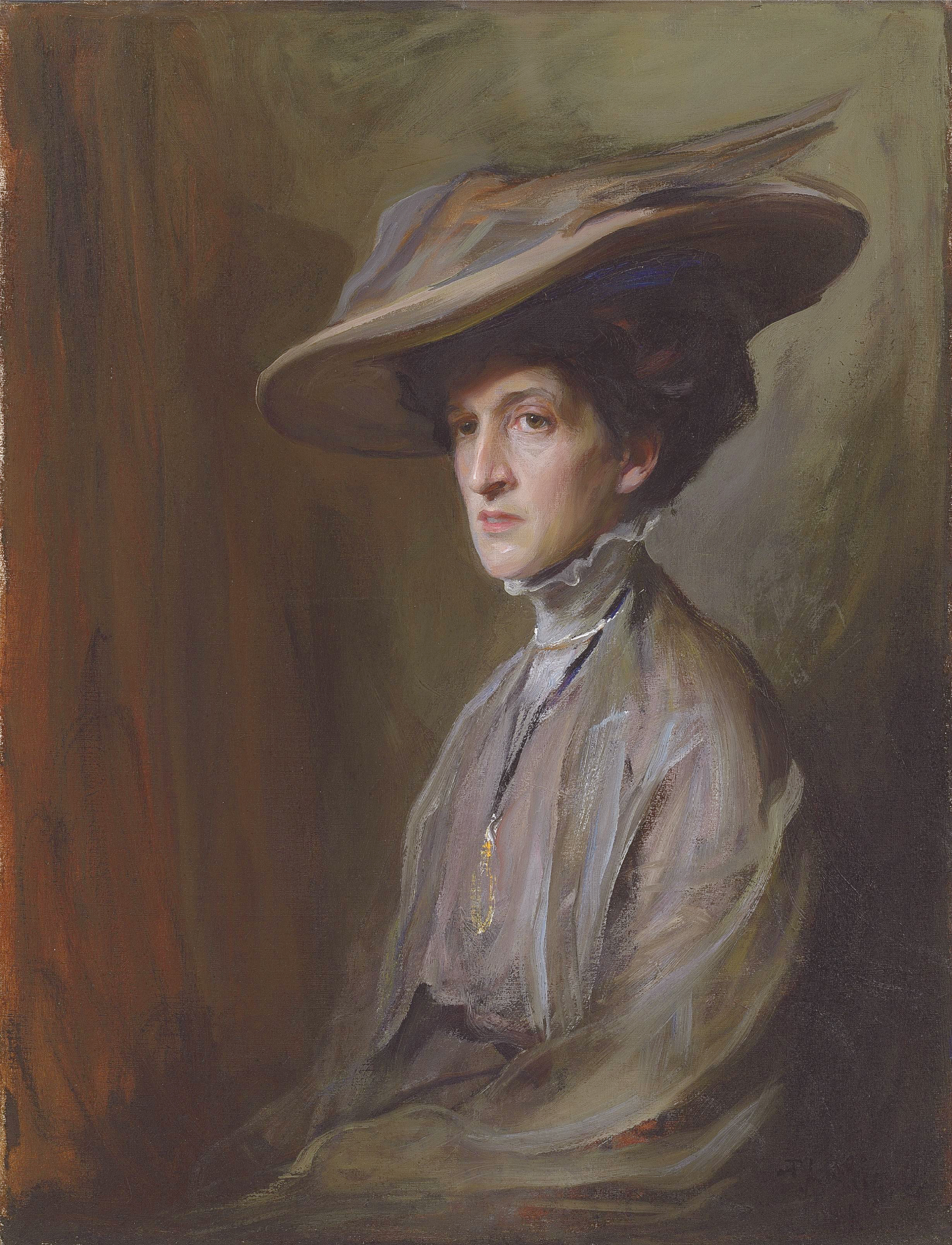
後妻マーゴットの肖像画

1877年にヘレン・メルランド（Helen Melland）と結婚し、彼女との間に以下の5子を儲けた。
- 第1子（長男）レイモンド・アスキス（英語版）（1878年-1916年） ： 第一次世界大戦で戦死。彼の長男ジュリアン（英語版）がオックスフォード＝アスキス伯爵位を継承。
- 第2子（次男）ハーバート・アスキス（英語版）閣下（1881年-1947年） ： 詩人
- 第3子（三男）アーサー・メルランド・アスキス（英語版）閣下（1883年-1939年） ： 陸軍少将
- 第4子（長女）ヘレン・ヴィオレット・アスキス（英語版）嬢（1887年-1969年） ： 政治家。一代貴族としてアスキス・オブ・イェンバリー女男爵（Baroness Asquith of Yarnbury）に叙される。モーリス・ボナム・カーター（英語版）と結婚。
- 第5子（四男）シリル・アスキス（英語版）（1890年-1954年） ： 裁判官、弁護士。一代貴族としてアスキス・オブ・ビショップストン男爵（Baron Asquith of Bishopstone）に叙される。

ヘレンと1891年に死別し、1894年にマーゴット・テナントと再婚した。彼女との間に以下の2子がある。
- 第6子（次女）エリザベス・シャーロット・ルーシー・アスキス（英語版）嬢（1897年-1945年） ： ルーマニア貴族アントン・ビベスコ（ルーマニア語版）公爵と結婚。
- 第7子（五男）アンソニー・アスキス閣下（1902年-1968年） ： 映画監督